# أبو نعيم الأصبهاني
أبو نُعيم الأصبهاني (336 هـ - 430 هـ) المحدَث المؤرخ المسلم الرحالة أبو نُعيم أحمد بن عبـد الله بن أحمد بن إسحاق بن موسى ابن مهران مواليد أصفهان وصاحب كتاب حلية الأولياء.
ولد في رجب سنة (336ه) بأصبهان، وبها توفي، تتلمذ على يد عدد من العلماء في الشام كخيثمة بن سليمان، ثم ارتحل إلى العراق وتتلمذ على يد جعفر الخلدي، وعبد الله بن شوذب، ثم سافر إلى نيسابور وتتلمذ على الأصم وأحمد بن عبد الرحيم القيسراني.
من أهم كتبه حلية الأولياء، قال عنه ابن قاضي شهبة: «وله التصانيف المشهورة منها: كتاب»الحلية«وهو كتاب جليل حفيل».
قال عنه  تاج الدين السبكي : «وهو سبط الشيخ الزاهد محمد بن يوسف البنا أحد مشايخ الصوفية، وأحد الأعلام الذين جمع الله لهم بين العلو في الرواية والنهاية في الدراية، رحل إليه الحفاظ من الأقطار، واستجاز له أبوه طائفة من شيوخ العصر تفرد في الدنيا عنهم».
توفي أبو نعيم في صفر من عام (430ه) في مدينة أصبهان.

## رحلاته
زار مؤرخنا أثناء رحلاته لطلب العلم نيسابور والكوفة والبصرة وبغداد ومكة والأندلس.

## من شيوخه
- أبو بكر بن الهيثم الأنباري
- القاضي أبو أحمد محمّد بن أحمد بن العسّال
- أحمد بن يوسف بن خلاد النصيبي.
- أبو علي بن الصواف.
- أبو بحر بن كوثر البربهاري.
- عبد الرحمن بن العباس.
- عيسى بن محمد الطوماري.
- أحمد بن معبد السمسار.
- أحمد بن محمد القصار.
- أحمد بن بندار الشعار.
- عبد الله بن الحسن بن بندار.[8]

- أبو محمّد عبد الله بن محمّد بن جعفر
- المعروف بأبي الشيخ الأنصاري
- أبو أحمد الحاكم محمّد بن محمّد النيسابوري صاحب التصانيف الكـثيرة
- أبو القاسم الطبراني صاحب التصانيف.

## بعض تلامذته
- الخطيب البغدادي صاحب «تاريخ بغـداد»
- هبـة الله بن محمّـد الشـيرازي
- أبو بكر بن علي الذكواني القاضي
- أبو علي الوخش
- أبو صالح المؤذّن.
- عبد السلام بن أحمد القاضي.
- محمد بن عبد الجبار ابن ييا.
- أبو سعد محمد بن محمد المطرز.
- محمد بن عبد الواحد ابن محمد الصحاف.
- محمد بن عبد الله الأدمي الفقيه.
- أبو غالب محمد بن عبد الله بن أبي الرجاء القاضي.
- محمد بن الفضل بن كندوج.[9]

## من مؤلّـفاته
- حلية الأولياء وهو من أهم كتبه، قال عنه ابن قاضي شهبة: «وله التصانيف المشهورة، منها: كتاب الحلية وهو كتاب جليل حفيل».[4]
- دلائل النبوۃ
- تاريخ أصبهان
- معرفة الصحابة
- المسند المستخرج على صحيح مسلم
- صفة الجنة[10][11]

## قالوا عنه
- قال الذهبي: «أحد الأعلام، صدوق».[12]
- وقال أيضاً في تاريخ الإسلام: «كان أحد الأعلام ومن جمع الله له بين العلو في الرواية والمعرفة التامة والدراية، رحل الحفاظ إليه من الأقطار، وألحق الصغار بالكبار».[13]
- قال تاج الدين السبكي: «وهو سبط الشيخ الزاهد محمد بن يوسف البنا أحد مشايخ الصوفية، وأحد الأعلام الذين جمع الله لهم بين العلو في الرواية والنهاية في الدراية، رحل إليه الحفاظ من الأقطار، واستجاز له أبوه طائفة من شيوخ العصر تفرد في الدنيا عنهم».[5]
- ذكره ابن الجوزي في الضعفاء؛ فقال: «أحمد بن عبد الله بن أحمد بن إسحاق أبو نعيم الأصبهاني الحافظ، قال أبو بكر الخطيب فيما حكاه: رأيت لأبي نعيم أشياء يتساهل فيها منها أنه يقول في الإجازة أخبرنا من غير أن يبين».[14]
- «كان من الأعلام المحدثين، وأكابر الحفاظ الثقات، أخذ عن الأفاضل، وأخذوا عنه، وانتفعوا به، وكتابه الحلية من أحسن الكتب، وله كتاب تاريخ أصبهان».[15]
- قال أحمد بن محمد بن مردويه: «كان أبو نعيم في وقته مرحولا إليه، ولم يكن في أفق من الآفاق أسند ولا أحفظ منه، كان حفاظ الدنيا قد اجتمعوا عنده، فكان كل يوم نوبة واحد منهم يقرأ ما يريده إلى قريب الظهر، فإذا قام إلى داره، ربما كان يقرأ عليه في الطريق جزء، وكان لا يضجر، لم يكن له غداء سوى التصنيف والتسميع».[9]

## وفاته
توفي أبو نعيم في صفر من عام 430ه في مدينة أصبهان.